# Црква Вазнесења Господњег, Кршање у Мокрој Гори
Црква Вазнесења Господњег се налази у засеоку Кршање, у Мокрој Гори, на територији града Ужица. Припада Епархији жичкој Српске православне цркве.

## Прошлост цркве
По црквеном летопису, цркву су открили Шарчевићи, најстарији житењи мокрогорски, види се да је црква на овом скровитом месту, испод стеновитог одсека, била саграђена пре Велике сеобе 1690. године. Записано је и да су истог дана, 1806. године, запаљене неке цркве по Златибору и у Мокрој Гори, у Кршању.
Народ је у другој деценији 19. века, после Другог српског устанка, на месту некадашње старе цркве саградио нови храм, који је спаљен 1834. године, али поново се подиже нова црква 1844. године од тврдог материјала. Поново и та црква страда од Турака, за време српско-турског рата, 1876. године. Пре похаре све драгоцености склоњене су у стапарску цркву на чување до 1892. године, када се поново почиње са обновом и изградњом цркве у Кршању. 

## Изглед цркве
Црква је саграђена комбинацијом тврдог материјала, камена и притесане сиге. Грађевина правоугаоне основе, припада типу мањих сеоских цркава, једноставне архитектуре, једнобродна са полукружном апсидом и сводом од сиге. Због слабе подлоге и попуцалих зидова поправљена је 1934. и 1976. године. Извршени су сви потребни конзерваторски и рестаураторски радови, а кров покривен лимом.
Пре последње турске паљевине тутор цркве био је Илија Тановић-Чанчаревић, кога су убили рушитељи цркве. Предање каже да је он скинуо звоно и закопао у близини цркве. Предање о закопаном звону и данас живи међу мештанима.